# One of a Kind
One of a Kind — девятый мини-альбом южнокорейского хип-хоп бой-бэнда Monsta X, вышедший 1 июня 2021 года на лейблах Starship Entertainment и Kakao M

## Выпуск и продвижение
О выходе мини-альбома группы было объявлено в мае 2021 года. 13 мая был выпущен трек-лист, 18, 20, 22, 24 и 25 мая выходили концепт-фотографии для альбома. 27 и 30 мая были показаны видео-тизеры для ведущего сингла «Gambler». 31 мая вышло превью для альбома.
В один день с альбомом вышла экранизация в виде клипа для трека «Gambler». Физическое издание в виде CD вышло в четырёх версиях.

## Приём

### Коммерческий успех
В корейском чарте Gaon альбом дебютировал на третьем месте, а в японском чарте Oricon на десятом. Также альбомом попал на 29 место в ZPAV в Польше.

### Реакция критиков
Руби С из NME считает, что с «One of a Kind» группе «удалось показать их уникальные цвета, а также бесстрашно раздвинуть творческие, лирические и даже языковые границы».

### Награды и номинации
| Церемония награждения | Номинация    | Результат | Прим. |
| --------------------- | ------------ | --------- | ----- |
| Golden Disc Awards    | Disc Bonsang | Номинация | [ 9 ] |

### Сертификации и продажи
| Страна                  | Сертификация | Продажи | Прим.  |
| ----------------------- | ------------ | ------- | ------ |
| Республика Корея (KMCA) | Платиновая   | 371,945 | [ 10 ] |
| Япония                  | —            | 4,641   | [ 11 ] |

## Композиции
Первая и ведущая композиция «Gambler» сочетает в себе мощные риффы электрогитары и тёмные синтезаторы с элементами EDM. Вторую песню «Heaven» Им Чангюн описал, как «крутая драйвовая песня, которую приятно слушать в жаркий день». В «Addicted» поётся об одержимости человеком. «Secrets» первый релиз на английском языке в корейском альбоме, её написал Хёнвон в соавторстве с Чангюном и Чжухоном, она написана в жанре поп, а в конце композиции присутствует саксофонное звучание. Слова для песни «Bebe» написаны только Хёнвоном, в интервью для Hankyung, он поделился тем, что привязан к этой песни и она посвящена их фанатам, которых они называют Monbebe. «Rotate» трек в жанре EDM. «Livin’ It Up» песня, переведенная с японского альбома группы Phenomenon, в треке присутствуют биты, которые также отражают ведущую композицию группы.

### Список композиций
| №                   | Название                        | Текст песни                                         | Музыка                                                                    | Длительность |
| ------------------- | ------------------------------- | --------------------------------------------------- | ------------------------------------------------------------------------- | ------------ |
| 1.                  | «Gambler»                       | Joohoney, Ye-Yo!, I.M, Laser, Hwang Yu-bin, Чжуён   | Чжухон, Ye-Yo!, Laser, Чжуён                                              | 3:33         |
| 2.                  | «Heaven»                        | Чжухон, Ye-Yo!, Laser, I.M                          | Чжухон, Ye-Yo!, Laser                                                     | 3:03         |
| 3.                  | «Addicted»                      | 153/Joombas, San, Чжухон, I.M                       | San, Zenur, Fascinador, PRNCE, Kevin Leinster Jr., Shaquille Rayes, Alawn | 3:06         |
| 4.                  | «Secrets»                       | Хёнвон, Jantine Annike Heij, Чжухон, I.M, Justin Oh | Хёнвон, Jantine Annike Heij, Justin Oh                                    | 3:21         |
| 5.                  | «Bebe»                          | Хёнвон                                              | Snny                                                                      | 3:45         |
| 6.                  | «Rotate»                        | I.M, Yoonseok, Wooki, Чжухон                        | I.M, Yoonseok, Wooki                                                      | 3:23         |
| 7.                  | «Livin' It Up (Korean version)» | Enzo, Mun Sal-li, Чжухон, I.M                       | Albin Nordqvist, Tommy Clint                                              | 3:44         |
| Общая длительность: | Общая длительность:             | Общая длительность:                                 | Общая длительность:                                                       | 23:55        |